# Schaltdraht

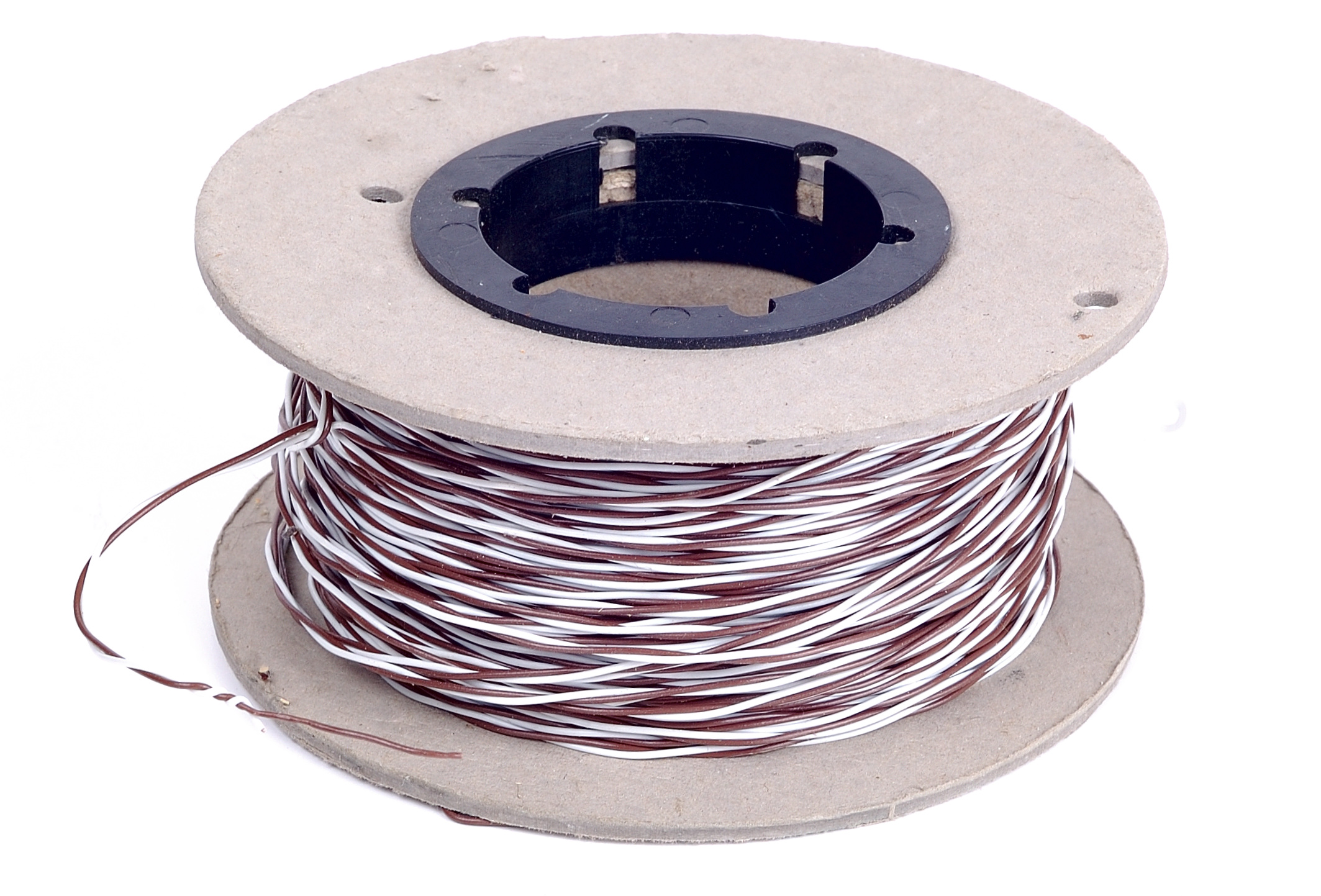
Schaltdraht auf Papprolle

Schaltdraht (auch Z-Draht oder Rangierdraht) ist ein meist mit PVC-Isolierung versehener, starrer Draht nach DIN VDE 0812 und 0891-2 (Typenkurzzeichen YV, H05V-U, H07V-U und SiD, meist aus Kupfer, seltener aus Silber). Er wird neben der flexiblen Schaltlitze, welche bevorzugt bei Fahrzeugen und bewegten Maschinen eingesetzt wird, angewandt zur Herstellung der elektrischen Verbindungen in Geräten und Anlagen, insbesondere in Fernmelde- und Informationsverarbeitungsanlagen wie den Rangierungen.

## Spezialtypen
Folgende Spezialtypen sind verfügbar:
- Schaltdraht mit erweitertem Temperaturbereich
- Schaltdraht mit ETFE-Isolierung für erhöhte Kälte- und Wärmebeständigkeit (u. a. in der Hochfrequenz- und Mikrowellentechnik und sonstigen Wärmegeräten)
- Schaltdraht mit FEP-Isolierung für zusätzlich erhöhte Chemikalien- und Lösungsmittelbeständigkeit (u. a. in der chemischen Industrie) nach DIN VDE 0881.[3]

## Verwendung
Schaltdraht wird vor allem aus Kostengründen und wegen der einfacheren Verarbeitung verwendet: er kann gelötet, geklemmt oder gewickelt werden, selten auch geschweißt.
Auf Leiterplatten werden, neben Kupferlackdraht, auch blanke, nicht isolierte Schaltdrähte verwendet, die nach DIN 40500 zur Reduzierung des Widerstandes an den Lötstellen und zur Vermeidung von Oxidation meist verzinnt oder versilbert sind.
Versilberter Schaltdraht wird unter Ausnutzung des Skineffekts sowie auf Grund des höheren elektrischen Leitwerts von Silber auch in der Hochfrequenztechnik angewendet.

## Wichtige Eigenschaften
Zu den Eigenschaften, die zur Auswahl von Schaltdrähten herangezogen werden, gehört der Leiterquerschnitt. Er ist für die Stromtragfähigkeit von Bedeutung. Oft wird auch der Durchmesser angegeben, jedoch verhält sich die Stromtragfähigkeit eher proportional zum Querschnitt.
Die Isolation bestimmt die Spannungsfestigkeit (Bemessungs- und Prüfspannung) des Schaltdrahtes sowie die maximale und ggf. minimale Einsatztemperatur.
Der dielektrische Verlustfaktor ist bei niederfrequenten Anwendungen nur von untergeordneter Bedeutung.

## Typische Werkstoffe

### Leiterdraht
Der Leiterdraht von Schaltdrähten besteht meistens aus Kupfer und ist manchmal auch zusätzlich verzinnt oder versilbert.
Darüber hinaus gibt es auch Silberdraht, der mit einem geringen Kupferanteil legiert ist. Er wird mehr für die Schmuckherstellung verwendet, aber auch in der Elektrotechnik.

### Isolierungen
Zur Isolierung werden folgende Materialien angewendet:
- Polyvinylchlorid (PVC): sehr verbreitet
- Polyethylen (PE): Fernmeldewesen
- Ethylen-Tetrafluorethylen (ETFE): Eigenschaften sind hohe Chemikalien- und Lösungsmittelbeständigkeit, Kälte- und Wärmebeständigkeit, gute elektrische Isoliereigenschaften mit niedrigen nahezu frequenzunabhängigen dielektrischen Eigenschaftswerten. Er wird u. a. als Wickeldraht verwendet.[7]
- Polytetrafluorethylen (PTFE): Die Eigenschaften sind ähnlich wie bei ETFE, die Wärmebeständigkeit sogar noch höher. Anwendungen sind im Hochtemperaturbereich, bei hohen Frequenzen oder hohen Spannungen zu finden.[8]
- Tetrafluorethylen-Hexafluorpropylen-Copolymer (FEP): Chemikalien- und Lösungsmittelbeständigkeit
- Silikon: Eigenschaften sind hohe Chemikalien- und Lösungsmittelbeständigkeit, hohe Kälte- und Wärmebeständigkeit, Flammwidrigkeit[9]
- Gewebe aus organischen Materialien oder Glasfasern, oft mit Lack getränkt (hohe Einsatztemperatur, hohe mechanische Beanspruchung zulässig).

Früher wurden auch Isolierungen aus Papier und in der Anfangszeit der Elektrotechnik aus Guttapercha eingesetzt.